# Lufthansa Cup 1989
Lufthansa Cup 1989 — жіночий тенісний турнір, що проходив на відкритих кортах з ґрунтовим покриттям Rot-Weiss Tennis Club у Західному Берліні (Західна Німеччина). Належав до турнірів 5-ї категорії в рамках Туру WTA 1989. Відбувсь удвадцяте і тривав з 15 до 21 травня 1989 року. Перша сіяна Штеффі Граф здобула титул в одиночному розряді.

## Фінальна частина

### Одиночний розряд
Штеффі Граф —  Габріела Сабатіні 6–3, 6–1
- Для Граф це був 7-й титул в одиночному розряді за сезон і 37-й — за кар'єру.

### Парний розряд
Елізабет Смайлі /  Джанін Тремеллінг —  Ліз Грегорі /  Гретхен Магерс 5–7, 6–3, 6–2
- Для Смайлі це був 5-й титул за сезон і 26-й — за кар'єру. Для Тремеллінг це був 3-й титул за сезон і 5-й — за кар'єру.